# 德克兰·廷盖
德克兰·廷盖（英語：Declan Tingay，1999年2月6日—），澳大利亚男子田径运动员，主攻竞走。他曾代表澳大利亚参加2022年英联邦运动会田径比赛，获得男子10公里竞走银牌。